# Institut national canadien pour les aveugles
L'Institut national canadien pour les aveugles (INCA) a été fondé en 1918. C'est un organisme caritatif communautaire national et enregistré qui se consacre à la recherche pour le aveugles, la vision partielle à l’éducation du public, et plus généralement à la santé visuelle au Canada. 

## Historique
Il a été fondé en 1918 pour venir en aide aux vétérans de la Première Guerre mondiale dans le but « répondre à des besoins de base urgents : fournir de la nourriture, des vêtements et des refuges ». « En 2008, INCA se consacre à la recherche, à l’éducation du public et à la santé visuelle de plus de 800 000 Canadiens qui vivent avec une importante perte de vision ».